# Черниговка (Свободненский район)
В Амурской области в Архаринском районе тоже есть село Черниговка.
Черни́говка — село в Свободненском районе Амурской области, Россия. Входит в состав Желтояровского сельсовета.

## География
Село находится в 5 км от правого берега реки Зея и примерно в 5 км от левого берега реки Большая Пёра, на автодороге, соединяющей город Свободный с автотрассой Чита — Хабаровск (у села Гащенка), на расстоянии 16 км к северо-востоку от города Свободный, административного центра района.

## История
По данным переписи 1926 года по Дальневосточному краю, в населённом пункте числилось 236 хозяйств и 1245 жителей (611 мужчин и 634 женщины), из которых преобладающая национальность — русские (185 хозяйств).

## Население
| 2002 | 2010 | 2012 | 2013 | 2014 | 2015 | 2016 |
| ---- | ---- | ---- | ---- | ---- | ---- | ---- |
| 531  | ↘465 | →465 | →465 | ↗471 | ↗477 | ↘457 |
| 2017 | 2018 |      |      |      |      |      |
| ↗467 | ↘459 |      |      |      |      |      |

## Улицы
| - пер. Безымянный, - ул. Молодёжная, - ул. Н. Щербина, - ул. Набережная, - ул. Октябрьская, | - пер. Промежуточный, - ул. Советская, - пер. Таёжный, - ул. Трудовая, - ул. Школьная. |

## Археология
- Ранненеолитический памятник Черниговка-на-Зее (Черниговка, поселение-1), расположенный на реке Зея, относится к громатухинской культуре[11][12].
- Раннесредневековый памятник «Черниговка, селище-5», найденный на склоне сопки в ходе археологической разведки в пределах земельных участков проектируемого «Амурского газохимического комплекса», относится к михайловской культуре[13][14][15][16][17][18].